# Pilares del islam

El emblema nacional de Irán contiene los pilares del islam desde la concepción chií

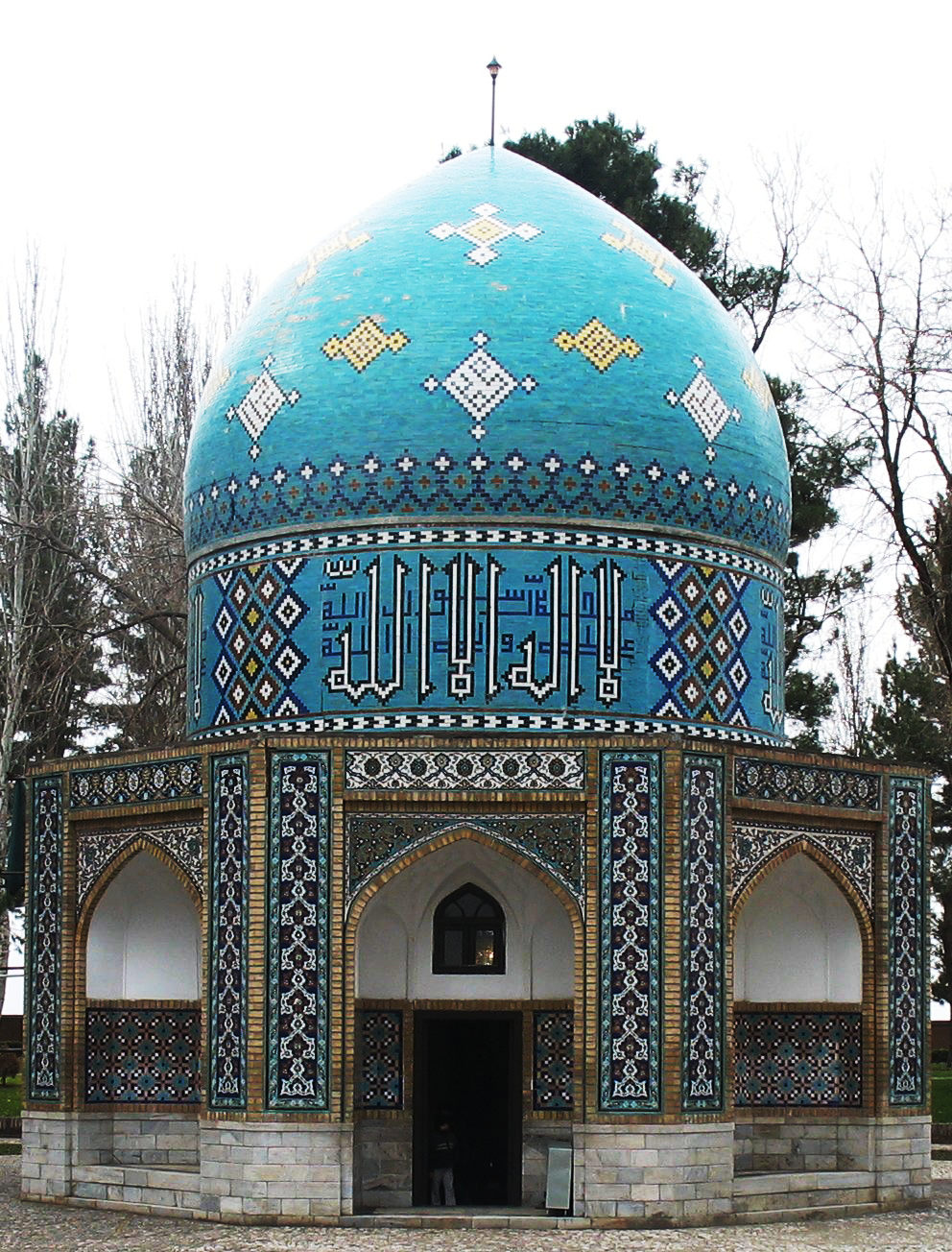
La Shia Shahada en el mausoleo de Farid al Din Attar, Irán. La primera frase está en blanco, el resto en azul

Son conocidos como pilares del islam (en árabe, أركان الإسلام [ārkan al-Islām]) los preceptos fundamentales de esta religión, obligatorios para todos los musulmanes, según la concepción suní. Son cinco: profesión de fe, oración, azaque, ayuno y peregrinación a La Meca.

## La profesión de fe
La shahada o profesión de fe (شهادة ], ‘testimonio’) es el primero y más importante de los pilares del islam. Condensa lo esencial de la doctrina islámica en una breve frase (لا إله إلا الله محمد رسول الله -Lā 'ilāha 'illā-llāhu Muhammad rasūlu-llāh-) que aparece, como lema del islam, en multitud de motivos decorativos, enseñas y banderas (como por ejemplo la de Arabia Saudita); y cuya traducción al castellano es habitualmente "No hay más Dios que Alá y Mahoma es su profeta".
La profesión de fe propiamente dicha, es decir, la fórmula ritual mediante la que una persona profesa su adhesión al islam es una frase algo más larga, pronunciada siempre en árabe, que incluye la anterior y dice:
اشهد أَنَّ لا إله إلا ألله وأَن محمدا رسول الله
Ašhādu anna lā ilāy illā [A]llâhu wa anna Muhammadan rasūlu l-lâh
‘Doy fe de que no hay más divinidad que Dios y Mohammad es el mensajero de Dios.
Mediante esta fórmula el musulmán proclama la unidad y la unicidad divinas del islam. La unidad, porque declara que hay una única divinidad. La unicidad, porque declara que dicha divinidad es esencialmente una, es decir, que no tiene asociadas otras figuras divinas. La unidad divina marca la distancia respecto al politeísmo, mayoritario en la Arabia preislámica pero presente para muchos musulmanes, mientras que el concepto de unicidad o tawhid, que es central en el islam, marca la distancia respecto a creencias como la de la Trinidad cristiana.
Esta afirmación acompaña a los musulmanes durante toda su vida. Se susurra al oído de los recién nacidos, y a los moribundos se les ayuda a pronunciarla. El dedo índice apuntando al cielo es el gesto que acompaña o incluso sustituye a la shahada.
La creencia sincera en la shahada basta para ser considerado musulmán. Su pronunciación ante testigos, tras una ablución, constituye todo el ritual necesario para convertirse al islam. Sin embargo, de acuerdo con la doctrina islámica, por sí sola no basta para conducir al creyente al Paraíso: para ello es necesario el cumplimiento de las obligaciones de los otros cuatro pilares.

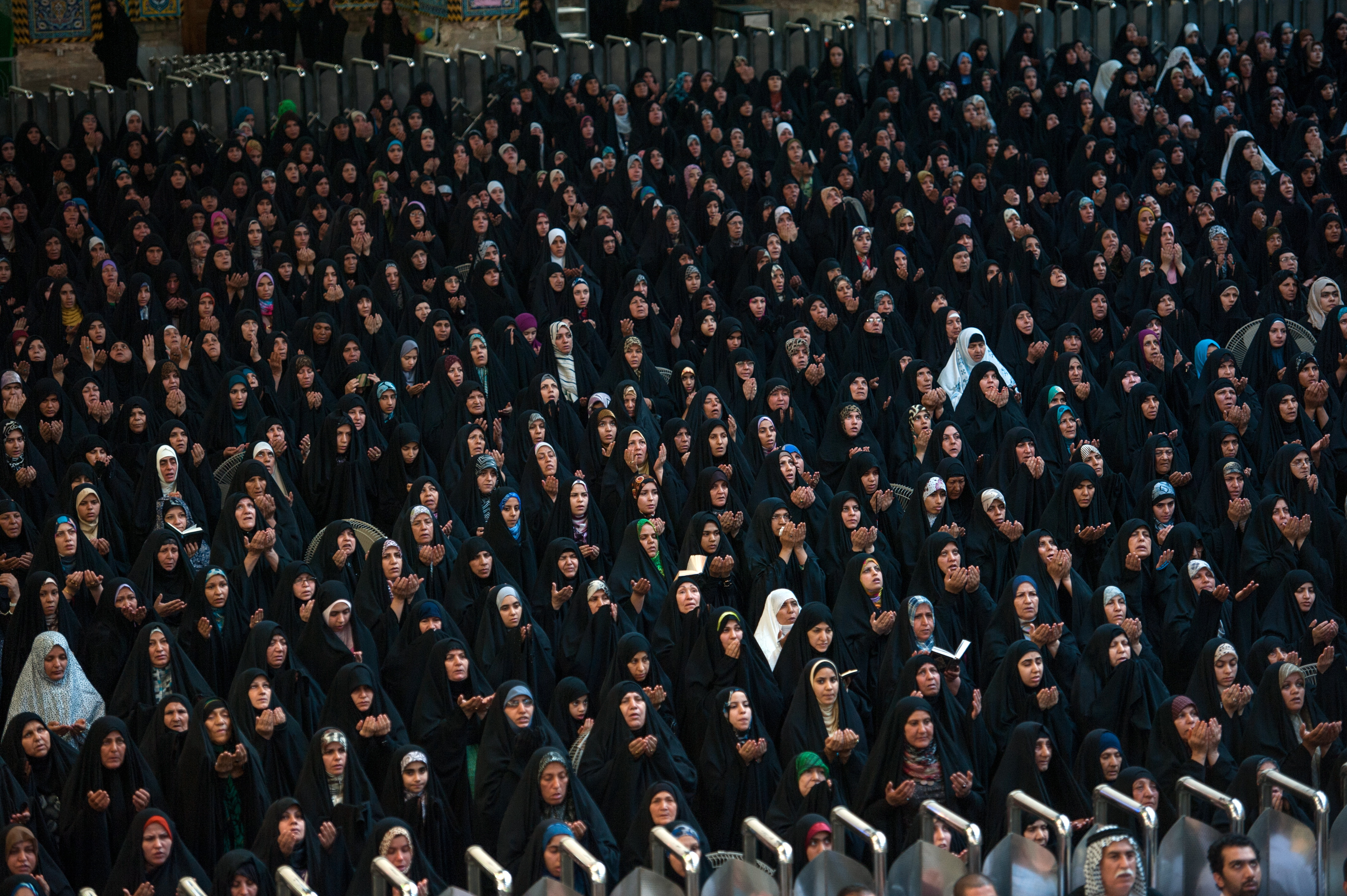
2014 Eid ul-Fitr Praying - Imam Ali Shrine - Najaf 4

## La oración
La oración o azalá (صلاة [ṣalāt], plegaria, acto de devoción) es el segundo pilar del islam. Cada musulmán debe rezar cinco veces al día en dirección a La Meca.
Antes de rezar, el musulmán debe efectuar las abluciones. La ablución menor, que es la habitual, consiste en el lavado de cara, manos, cabeza y pies. La ablución mayor, requerida en algunos casos, consiste en el lavado completo del cuerpo. Las mezquitas tienen un lugar, generalmente un patio, donde realizar este lavado ritual. En caso de no disponer de agua, puede practicarse la llamada «ablución seca», frotándose con arena limpia.
No es necesario efectuar el rezo en la mezquita, pues el islam considera toda la tierra igualmente sagrada. Se acude a la mezquita cuando se quiere realizar la oración colectivamente, sobre todo los viernes y en determinadas fechas señaladas. Para rezar los musulmanes se descalzan y, sobre todo fuera de las mezquitas, se sitúan sobre una alfombrilla especial o un trozo de tela u otro material que la sustituya.
La azalá se hace en dirección a La Meca, centro espiritual del islam, y dentro de ésta hacia la Kaaba, templo situado en el centro de la mezquita mayor de la ciudad. La dirección hacia la cual se mira al rezar se llama en árabe al qibla (قبلة), palabra que ha dado el castellano «alquibla». En las mezquitas una hornacina indica la dirección de La Meca, y fuera de ésta el creyente tiene que buscar la dirección aproximada guiándose por los puntos cardinales. En los primeros tiempos del islam, todavía en vida de Mahoma, se rezaba mirando hacia Jerusalén.
La oración consiste en la recitación de determinadas fórmulas y versículos del Corán, acompañada de una serie de inclinaciones.
A continuación se describen las oraciones diarias, con las indicaciones tradicionales para saber cuándo deben hacerse. La mayoría de los musulmanes, sin embargo, se guían por las llamadas a la oración que se hacen desde las mezquitas. Suelen editarse también calendarios que indican las horas propicias para efectuar las oraciones cada día del año en función del lugar donde el musulmán se encuentre.
- Oración del alba (فجر o صبح faŷr' o subh): se hace en el momento de transición entre la noche y el día.
- Oración del mediodía (ظهر zuhr): se hace antes de que el sol haya recorrido la mitad del camino que separa el cénit del poniente.
- Oración de la tarde (عصر 'asr): en la segunda mitad de la tarde. Se toma como referencia el color del sol: debe hacerse antes de que el astro adquiera un tono anaranjado.
- Oración de la puesta de sol (مغرب magrib): poco después del ocaso.
- Oración de la noche (عشاء isha): durante la noche cerrada, al menos una hora y media después de la puesta de sol[10][11].

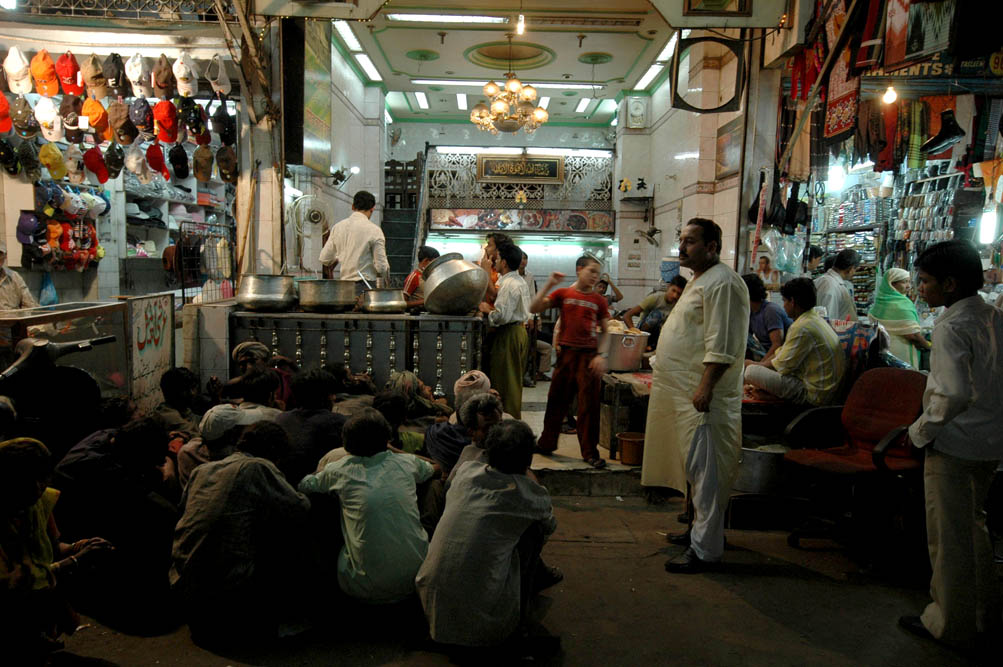
Esperando el Zakat

## La limosna o Zakat (Azaque)
La limosna o azaque (زَكاة [zakāt]; probidad) es el tercer pilar del islam. El Corán se refiere a ella en más de 80 ocasiones.
Los musulmanes deben dar cada año una limosna a las personas más pobres de su comunidad, empezando por familiares y vecinos. El montante del azaque se establece idealmente en una cuadragésima parte de los ahorros (es decir, un 2,5 %) siempre y cuando éstos superen determinada cantidad. La limosna puede hacerse en dinero y en especie: no sólo las rentas económicas son computables, sino también el ganado, las mercancías, los minerales extraídos, los frutos y los cereales.
Las finalidades de la limosna son, según la doctrina musulmana, limitar la acumulación de riquezas, purificar el alma de la avaricia y la codicia, ayudar a los pobres y necesitados, crear espíritu de comunidad y ayudar a la creación de obras de utilidad pública como escuelas u hospitales.
Los beneficiarios de la limosna son, en primer lugar, las personas incapaces de asegurar su subsistencia. También se benefician de la misma los recaudadores de la propia limosna, por el trabajo realizado; las personas convertidas recientemente al islam, sobre todo si tienen cierta influencia en su entorno; las personas endeudadas incapaces de hacer frente a sus deudas; los musulmanes que están lejos de sus hogares y no tienen medios para volver y, cuando existía la esclavitud, se compraba la libertad de estos.

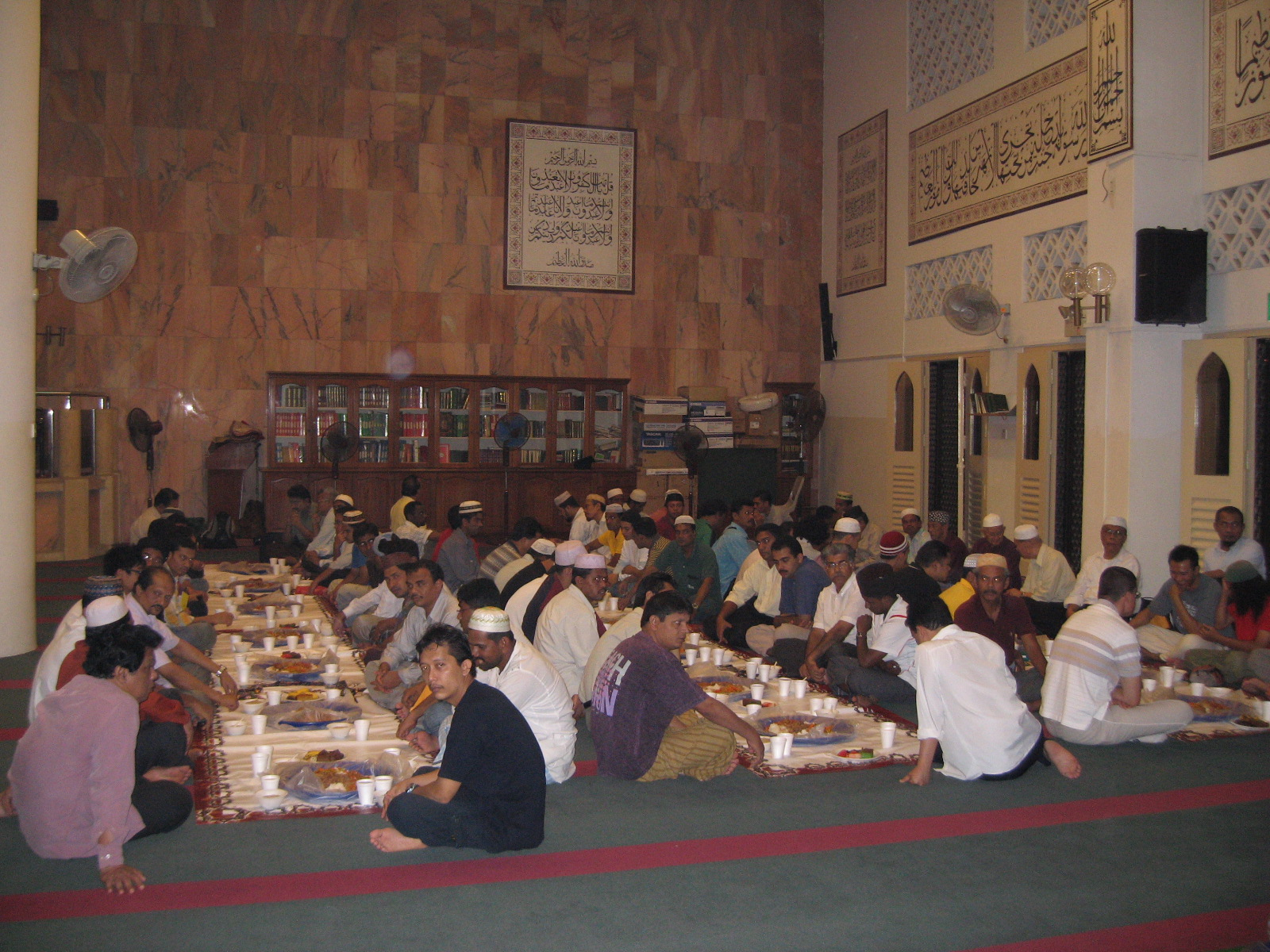
Final del ayuno en una mezquita

## El ayuno
El ayuno o sawm (صَوْم [ṣawm]) del mes de Ramadán, es el cuarto pilar del islam y una de las características del islam más conocidas entre los no musulmanes. La palabra «ramadán» designa, fuera de la lengua árabe, más el propio ayuno que el mes.
El ayuno se recomienda durante otros momentos del año, pero durante el ramadán es estrictamente obligatorio para todo el que pueda realizarlo. Se efectúa durante todos los días del mes lunar desde la salida hasta la puesta de sol. Modifica sensiblemente la vida de los musulmanes mientras dura: se vive más de noche y la familia se junta para compartir la ruptura del ayuno. Suele ser el momento de regresar al hogar para los que viven lejos. También cambia la alimentación y se preparan alimentos específicos de gran aporte energético.
Tiene seis condiciones:
1. Estar atento al comienzo del mes siguiendo las fases de la luna. Ramadán empieza con el noveno cuarto creciente (هلال hilāl) del año, y hay que procurar verlo en su primera noche. El mes que precede a ramadán es shaabán. Si la noche del 29 de shaabán es nublada y no se puede saber si ha aparecido o no la luna de ramadán (y lo relevante es verla), se considera que shaabán cumple su día número treinta y no se empieza a ayunar hasta el día siguiente, que será necesariamente primero de ramadán porque ningún mes lunar puede tener más de treinta días. Quien no haya visto personalmente la luna, pero le confirma su salida alguien digno de confianza (عدل ‘adl) que haya sido testigo de la aparición del creciente, está obligado a ayunar al día siguiente. Si la luna se ve en una región y no en otra que le sea colindante y lo bastante próxima como para tener conocimiento del hecho, el ayuno es obligatorio en ambas. Si la otra región es lejana, cada país tiene su propia luna.
2. La intención (نِيَّة niya). El musulmán debe hacer un acto de intención la primera noche que precede al ayuno (cada noche en la opinión de los más exigentes) para hacer válido el ayuno. La intención consiste en que tome claramente la decisión de ayunar al día siguiente (o el resto del mes según los que no exigen una intención diaria) cumpliendo con la obligación de guardar ramadán. La intención debe ser concreta: no basta con decidir ayunar, sino cumplir estrictamente con el ritual del ayuno de ramadán.
3. Abstenerse (إمساك emsāk) de hacer llegar algo a propósito al estómago sabiendo que se está en ayunas. Ingerir algo, sólido o líquido, anula el ayuno. Como ‘beber’ y ‘fumar’ se dicen igual en árabe, se entiende que la abstención incluye el tabaco. Si no se hace a propósito o si se hace por olvido, no anulan la validez del ayuno. Hay que estar pendiente del momento exacto en que comienza el ayuno cada día para no ingerir nada en la barrera que separa el tiempo de comer y el tiempo de ayunar, así como al final con la puesta del sol para no romper el ayuno antes de su momento exacto, pues ello anula su validez.
4. Abstenerse de mantener relaciones sexuales (جماع ŷimā‘) durante el ayuno. El ŷimā‘ se refiere a la penetración, aunque no haya placer sexual ni eyaculación. Si la relación sexual tiene lugar durante la noche y se amanece sin haber hecho antes la ablución mayor, el estado de ŷanāba (el que deriva de haber mantenido relaciones sexuales) no anula la validez del ayuno.
5. Abstenerse de provocarse vómitos (إستقاء istiqā). El vómito no premeditado no anula el ayuno, si bien se debe procurar expulsarlo bien, evitando volver a tragarlo. Tragar las mucosidades que se generen en los pulmones o en la garganta no anula el ayuno, porque es prácticamente inevitabl

1. No agredir tanto verbalmente como físicamente al prójimo.

Están exentos de cumplir con el ayuno los enfermos, los viajeros, niños, embarazadas y mujeres con el periodo.

## La peregrinación a La Meca
El hajg o hayy ( حَجّ ḥaŷŷ) es el quinto pilar del islam. El musulmán debe peregrinar al menos una vez en la vida a la ciudad de La Meca, siempre y cuando tenga los medios económicos y las condiciones de salud necesarias.
Se realiza durante el mes de du-l-higga (ذو الحِجّة ḏū al-ḥiŷŷa: ‘el de la peregrinación’, duodécimo del calendario islámico. Existen peregrinaciones menores que pueden hacerse en otros momentos.
El ritual de la peregrinación varía ligeramente según se viva en la región de La Meca o se venga de fuera, particularmente el de la sacralización o ihrām, que se hacen a la entrada del territorio sagrado. También las escuelas jurídicas del islam marcan sus propios matices. En términos generales, dura cinco días. Tras una primera visita a la Mezquita Al-Haram, donde se circunvala la Kaaba y se bebe agua del Pozo de Zamzam, los peregrinos se dirigen a la localidad de Mina, a las afueras de la ciudad. El día siguiente parten hacia el monte Arafat, a 20 km de La Meca, y el tercer día vuelven a Mina. De Mina se regresa a La Meca, pasando antes por un lugar donde se realiza el conocido ritual de apedrear tres pilares de mampostería que representan al Diablo. El resto de rituales se realizan de nuevo en la ciudad santa.
A menudo los peregrinos aprovechan la peregrinación para hacer a continuación una visita a la ciudad de Medina, donde están enterrados Mahoma y otros fundadores del islam.
Quienes han realizado la peregrinación pueden usar en adelante el tratamiento honorífico de حَاجّ [ḥāŷŷ] o حَاجِّي [ḥāŷŷī] (‘peregrino’) antepuesto al nombre.